# Zaiyi
Zaiyi, (wade-giles : Tsai I ; pinyin : Zàiyī ; chinois : 載漪), né le 26 août 1856 et mort le 24 novembre 1922, plus connu sous son titre de Prince Duan, également orthographié Prince Tuan ou Prince Touan (pinyin : Duān Jùn Wáng ; wade-giles : Tuan Chun Wang ; chinois : 端郡王), est un homme d'État chinois de la dynastie mandchoue des Qing.

## Biographie
Proche conseiller de l'impératrice douairière Cixi, dont il a épousé la nièce, le prince Duan fait partie des opposants conservateurs à la réforme des cent jours, qui se termine par un coup d'État contre l'empereur Guangxu. Pujun, fils de Zaiyi, est alors proclamé héritier présomptif du trône impérial.
Zaiyi, classé par René Grousset parmi les éléments les plus « ignorants et xénophobes » de la cour impériale, s'oppose violemment à l'influence étrangère en Chine. Durant la révolte des Boxers le prince soutient, au sein de la cour impériale, les actions anti-occidentales et anti-chrétiennes des Poings de la justice et de la concorde, et contribue à organiser une rencontre entre Cixi et Cao Futian, l'un des chefs Boxers de Tianjin. En 1899, il met sur pied sa propre force armée, les Hu Shen Yin (虎神营, Bataillons des tigres et des dieux). Au plus fort de la crise, en juin 1900, le prince Duan est nommé à la tête du Zongli Yamen, l'équivalent du ministère des affaires étrangères de l'empire Qing. Il joue un rôle clé dans le déclenchement des hostilités et commande des troupes de Boxers lors des évènements de Pékin et du siège de la cathédrale Pé-Tang.
Après l'échec du soulèvement, et alors que la cour impériale se retourne contre les Boxers, le prince tombe en disgrâce. Un décret impérial le désigne comme coresponsable du soulèvement. Lui et sa famille sont alors condamnés au bannissement à vie dans le Xinjiang. En 1917, il est brièvement autorisé à revenir à Pékin par le gouvernement de Beiyang mais, devant les protestations des diplomates étrangers, il doit repartir dans sa province, où il demeure ensuite jusqu'à son décès.